# Interestatal 73
La Interestatal 73 (abreviada I-73) es una autopista interestatal ubicada en el estado de Carolina del Norte. La autopista inicia en el sur desde la US-220 en Candor, NC, sigue hacia el norte hasta la I-40 en Greensboro.
La autopista tiene una longitud de 67,6 km (42 mi).

## Mantenimiento
Al igual que las carreteras estatales, las carreteras federales, la Interestatal 73 es administrada y mantenida por el Departamento de Transporte de Carolina del Norte por sus siglas en inglés NCDOT.

## Cruces
La Interestatal 73 es atravesada principalmente por la US-64 en Asheboro y la Interestatal 85 en Greensboro.